# Liteň
Liteň település Csehországban, a Berouni járásban. Liteň Skuhrov, Karlštejn, Nesvačily, Vinařice, Zadní Třebaň, Svinaře, Korno, Měňany és Hlásná Třebaň településekkel határos. Lakosainak száma 1245 fő (2024. január 1.).

## Népesség
A település lakosságának változását az alábbi diagram mutatja:
| Lakosok száma | 1297 | 1392 | 1282 | 1248 | 1019 | 952  | 1136 | 1185 | 1207 | 1245 |
|               | 1869 | 1890 | 1921 | 1950 | 1980 | 2001 | 2017 | 2019 | 2022 | 2024 |